# Бил (Оаза)
Бил (фр. Bulles) насеље је и општина у североисточној Француској у региону Пикардија, у департману Оаза која припада префектури Клермон.
По подацима из 2011. године у општини је живело 892 становника, а густина насељености је износила 53,41 становника/km². Општина се простире на површини од 16,7 km². Налази се на средњој надморској висини од 122 метара (максималној 141 m, а минималној 71 m).

## Демографија
| 1962. | 1968. | 1975. | 1982. | 1990. | 1999. | 2011. |
| ----- | ----- | ----- | ----- | ----- | ----- | ----- |
| 691   | 696   | 716   | 691   | 825   | 885   | 892   |

График промене броја становника у току последњих година